# Aleuroclava tentaculiformis
Aleuroclava tentaculiformis là một loài côn trùng cánh nửa trong họ Aleyrodidae, phân họ Aleyrodinae.
Aleuroclava tentaculiformis được Corbett miêu tả khoa học đầu tiên năm 1935.